# Quartet Emerson
El Quartet Emerson és un quartet de corda estatunidenc fundat l'any 1976 a Nova York. L'any 1985, és nomenat quartet-resident al Lincoln Center. Eugene Drucker toca un violí Stradivarius de 1686.
Durant la dècada de 1980 el conjunt musical va estar a la residència de la Hartt School situada a West Hartford, Connecticut. Escollint el nom del poeta i filòsof nord-americà Ralph Waldo Emerson, el quartet es va formar a la Juilliard School com a conjunt estudiantil. Es van convertir en professionals el 1976, amb els dos violinistes que havien estudiat sota la tutela d'Oscar Shumsky, alternant com a primer i segon violinistes. Quan es va formar, el quartet Emerson va ser un dels primers amb els dos violinistes alternant la plaça de primer i segon violí.
El quartet Emerson va ser introduït al Saló de la fama de la música clàssica el 2010. El maig de 2014, havien publicat més de trenta discs i havien guanyar nou premis Grammy, a més del prestigiós premi Avery Fisher.

## Membres
- Eugene Drucker, 1r o 2n violí
- Philippe Setzer, 1r o 2n violí (des de 1977)
- Lawrence Dutton, viola
- Paul Watkins (des de la temporada 2013–2014)

## Antics membres
- Guillermo Figueroa, violí (1976 i 1977)
- Eric Wilson, violoncel (1976 a 1979)
- David Finckel, violoncel (1979 a 2013)

## Creacions
- Quartet núm. 4 de Davidovsky 1980
- Quartet núm. 2 de John Harbison 1987
- Quartet de George Tsoutakis
- Quartet de Maurice Wright